# Juan Octavio Prenz
Juan Octavio Prenz (La Plata, Argentina, 1932-14 de noviembre de 2019) fue un escritor, traductor, profesor y crítico literario argentino de origen istrio-croata. Por su trabajo literario recibió los premios Casa de las Américas en 1992, el Premio Promoción Literaria en 1962 y el Premio Nonino en 2019.

## Biografía
Pasó su infancia y adolescencia en la ciudad de Ensenada, entre Buenos Aires y La Plata. Estudió en la universidad de su ciudad natal y en los años sesenta emigró a Europa. Entre 1962 y 1967 fue profesor en la Universidad de Belgrado. Regresó a Argentina, donde también ejerció su labor docente en varias universidades y vivió hasta 1975, año en que emigró a Belgrado. Desde 1979 residió en Italia e impartió clases de literatura española e hispanoamericana en la Universidad de Trieste. Fue docente en las universidades de Liubliana y Venecia.

## Trayectoria
Además de su trabajo como profesor, tradujo al castellano obras literarias eslovenas, croatas, serbias y macedonias. En 2012 tradujo la obra del poeta serbocroata Vasko Popa, edición que contiene un prólogo de Octavio Paz. Definía la labor de traducción como un proceso continuo de comparación de las lenguas, lo que determina en cierto modo su forma de escribir. 
Formó parte del consejo de redacción de la revista internacional de poesía Equivalencias, publicada por la Fundación Fernando Rielo —cuyo objetivo es promover la cultura y el arte en sus diversas disciplinas— desde 1982.
También fue autor de trabajos críticos sobre literatura hispanoamericana y literatura comparada.
Su última novela se titula Solo los árboles tienen raíces (2013). Cuenta los avatares en la vida de un hombre emigrante a través de los ojos de su nieto.

## Premios
- Premio Nonino en 2019.[2]
- Premio Calabria en 2001.[4]
- Premio Casa de las Américas en 1992.[5]

## Obras

### Poesía
- Plaza suburbana (1961)
- Mascarón de proa (1967)
- Cuentas claras (1979)
- Apuntes de historia (1986)
- Habladurías del Nuevo Mundo (1986)
- Cortar por lo sano (1987)
- La santa pinta de la niña María (1992)
- Hombre Lobo (1998)

### Antologías poéticas
- Sreduvanje na smetkite (antología en lengua macedonia, 1995)
- Antología poética (2003)
- Prostodusne malenkosti - Libertades mínimas (antología bilingüe esloveno-español, 2003)
- Antología poética (en italiano, 2006)

### Prosa
- Carnaval y otros cuentos (1962)
- Fábula de Inocencio Honesto, el degollado (1990)
- El señor Kreck (2006)
- Solo los árboles tienen raíces (2013)

### Trabajos críticos
- Hispanoamericka knjizevnost (Historia de la literatura hispanoamericana, 1980)
- El Cid y Kraljevic Marko: una primera aproximación (1983)
- Literatura española e hispanoamericana. Siglo XX (1985)